# Emirats Àrabs Units
Els Emirats Àrabs Units (EAU) (àrab: الإمارات العربيّة المتّحدة, al-Imārāt al-ʿArabiyya al-Muttaḥida) són una federació de monarquies (emirats) situada al sud-est de la península d'Aràbia, a l'Àsia sud-occidental. Limita amb el golf Pèrsic al nord, amb el golf d'Oman al nord-est, amb Oman al nord-est i a l'est, i amb l'Aràbia Saudita al sud i a l'oest. La capital és Abu Dhabi.
Comprèn set emirats: Abu Dhabi, Ajman, Dubai, Fujairah, Ras al-Khaimah, Sharjah i Umm al-Qaiwain. La federació es va formar el 2 de desembre de 1971, amb sis emirats; Ras al-Khaimah va entrar en la federació d'emirats el 10 de febrer de 1972 en obtenir garanties sobre la reclamació de les illes Tunb, ocupades per Iran el 30 de novembre de 1971.

## Història

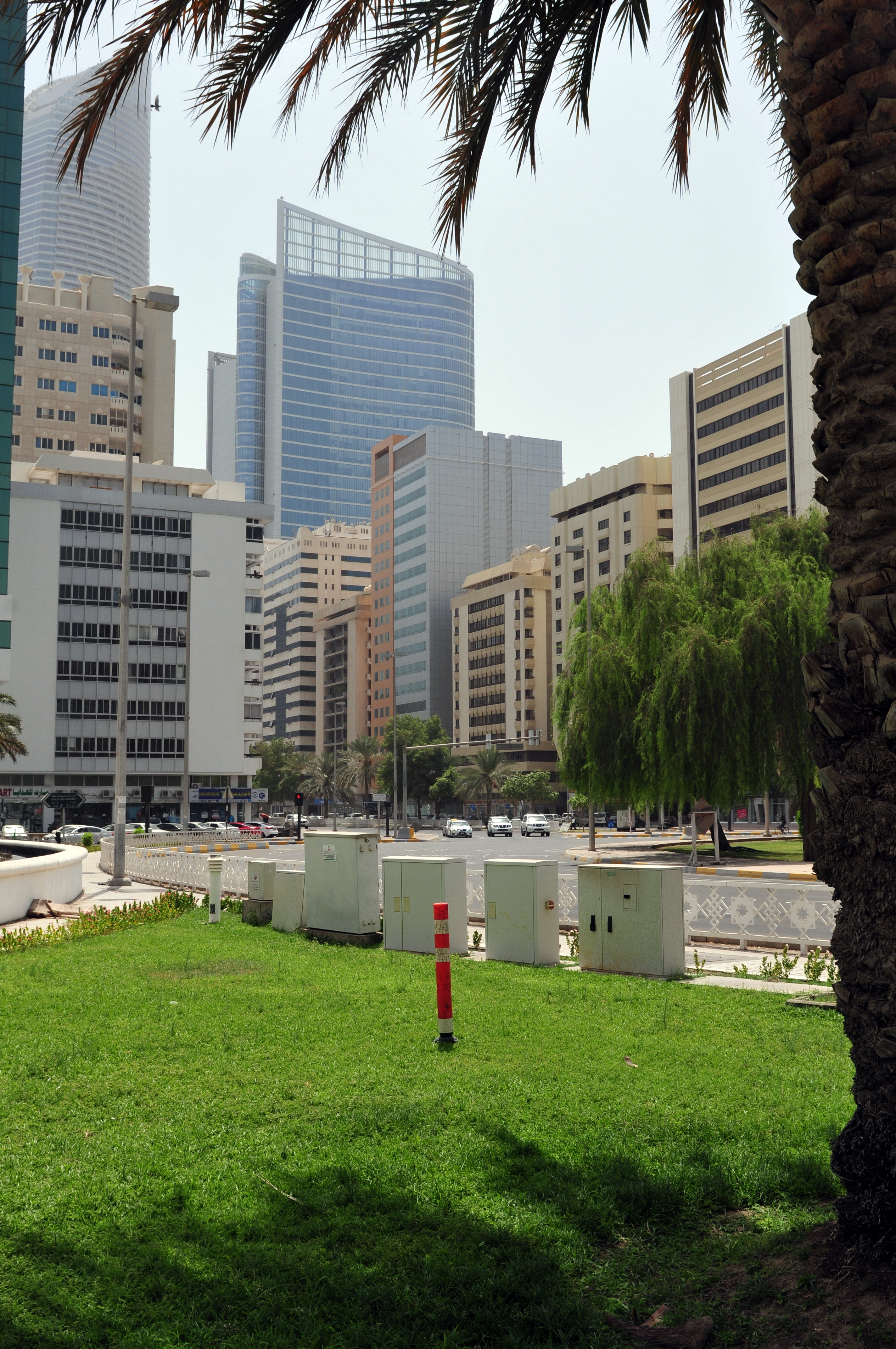
Abu Dhabi

La història dels Emirats Àrabs Units és molt recent. Aquest territori abans de passar sota influència britànica, va estar habitat per bel·licoses tribus àrabs. Gran part de les quals es dedicaven al saqueig dels vaixells mercants que passaven per les seves costes, de manera que la mateixa es coneixia com a "costa dels pirates". Una altra activitat de la població era la de la pesca, especialment lucrativa va ser la recol·lecció de la perla. El 1820, el Regne Unit signa el primer tractat de pau amb els xeics de les tribus del país, per posar fi a aquests actes de pirateria. Però el tractat que suposaria el començament del protectorat Britànic seria el de la treva marítima perpètua, maig de 1853, pel qual el Regne Unit es feia càrrec de la protecció militar del territori. I pel març de 1892, es va acordar l'exclusivitat que garantia el monopoli sobre el comerç i l'explotació dels recursos per als britànics. El nom que van rebre els Emirats durant aquest període, va ser el dels Estats de la Treva. El 30 de març de 1968, els 7 emirats juntament amb Qatar i Bahrain van organitzar la Federació d'Emirats del Golf Pèrsic, però aquesta federació desapareix en independitzar-se Qatar i Bahrain. Els antics Estats de la Treva van ser un protectorat del Regne Unit de 1853 a 1971, any en què sis d'ells es van independitzar formant una nova federació anomenada els Emirats Àrabs Units. Ras Al-Khaimah es va mantenir al marge fins al 1972 quan va decidir unir-se als 6 emirats originals. Actualment els EAU són una federació de set emirats: Abu Dhabi, Dubai, Sharjah, Ajman, Ras Al-Khaimah, Umm al Qaywayn i Fujairah, amb un sistema legal basat en la constitució de 1971. No hi ha eleccions ni partits polítics. Els emirats, segons la seva constitució, conserven una considerable autonomia política, judicial i econòmica, per tant, el seu "congrés", el Consell Federal Nacional, és un òrgan exclusivament consultiu, sent els governs de cada emirat que tenen la competència legislativa sobre la major part d'assumptes, amb total independència entre ells.
El petroli és la principal font d'ingressos dels EAU, el component essencial del seu PIB, i gran part de l'economia no petrolífera depèn de la despesa del Govern, que al seu torn està basat en els seus ingressos derivats del petroli. El petroli va ser descobert a Abu Dhabi el 1958 i a Dubai el 1966, també hi ha algunes petites quantitats a Sharjah i Ras Al Khaimah, però més del 90% de les reserves es troba a Abu Dhabi, s'estima que el país té reserves per més de 100 anys. Els ingressos provinents de les seves vastes reserves de petroli han fet prosperar el país fins al punt que la seva ciutat més important, Dubai, és considerada la "Nova York del Golf Pèrsic". En aquesta ciutat es poden apreciar obres d'arquitectura de primer ordre, com és el cas de Burj Khalifa i de l'hotel Burj al-Arab. Actualment el país està construint a prop de les seves costes 3 arxipèlags artificials en forma de palmera anomenats Illes Palm que aspiren a convertir-se en una "colònia de multimilionaris".

### Estats de la Treva
Els Estats de la Treva foren els estats sota protectorat britànic al Trucial Oman, regió més extensa, sota influència britànica però amb territoris sense reconeixement jurídic del poder britànic. Els Estats de la Treva es refereixen als actuals territoris dels Emirats Àrabs Units. Abans de l'arribada de l'Imperi Britànic a la Península Aràbiga, hi havia tanta pirateria a la costa, que la zona era coneguda amb el nom de "costa dels pirates". Quan els britànics es van començar a interessar pels productes que existien al territori, van tenir una audiència amb el cap de la tribu àrab del lloc. Així es va decidir que l'Imperi Britànic prendria comandament del territori a canvi de la seguretat de la regió, per l'alta pirateria que existia. Després d'un temps els britànics van canviar el nom de la costa per "Estats de la Treva" l'any 1892. Després de passar a ser territori britànic, se li van annexar altres territoris més (Tastar i Bahrein).

### Emirats Àrabs Units
Abans de 1971, any de la independència, eren coneguts com els Estats de la Treva (en anglès, Trucial States) integrants de l'anomenat Trucial Oman (Oman de la Treva), en referència a un tractat de treva temporal signat el 1820, renovat el 1835 i convertit en treva perpètua el 1853 entre els britànics i alguns xeics àrabs (sis, tots menys el xeic de Fujairah); el 1892 els Exclusive Agreements (Acords Exclusius) van garantir al Regne Unit el control de la defensa i els afers estrangers. La majoria dels mapes assenyalaven aquest territori com la Costa dels Pirates que fou el nom que se'ls va donar, de fet, fins al 1853.
El primer pas cap a la federació es va fer el 1952 quan es va crear el Trucial States Council amb els xeics dels set territoris (Kalba i Diba es van incorporar a Sharjah i es va reconèixer la independència de Fujairah); després va seguir el Trucial States Development Council, per promoure el desenvolupament econòmic, i els Trucial Oman Scouts (abans Trucial Oman Levies, creats el 1950 segons el model de la Legió Àrab de Jordània) per assegurar la pau entre els diferents xeicats. Les fronteres internes es van establir principalment entre 1955 i 1961 sobre la base de les adhesions locals.

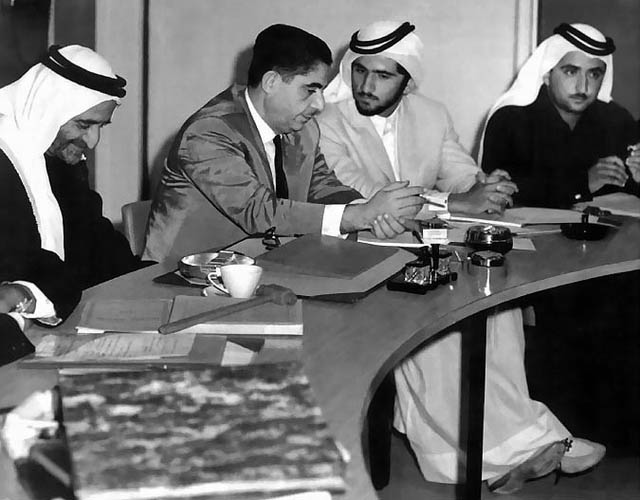
Adi Bitar en una trobada amb els xeics dirigents de Dubai l'any 1968.

El gener del 1968 el govern britànic va anunciar que deixaria la regió el 31 de desembre de 1971. Un mes després (18 de febrer) els xeics de Dubai i Abu Dhabi van anunciar que federarien els seus dos territoris, per coordinar la política exterior i la defensa i cooperar en altres àmbits. El 27 de febrer es va celebrar a Dubai una conferència amb els set xeics i els de Qatar i Bahrein, i es va prendre una decisió en el sentit d'anar a una federació dels nou xeicats que entraria en vigor el 30 de març de 1968 amb el nom de Federació d'Emirats Àrabs (Ittihad al-Imarat al-Arabiyya).
Aquesta federació només va existir sobre el paper i en els dos següents anys es va avançar molt poc. Les comissions no tenien prou facultats i eren lentes. Es va discutir sobre moneda comuna, educació unificada, comunicacions federals, serveis mèdics i socials integrats, i altres. Les discòrdies que durant segles havien enfrontat als xeics no eren fàcils de solucionar tot d'una, i els litigis territorials, les rivalitats dinàstiques i les dissensions tribals jugaven contra la federació; no es va trobar un acord sobre el lloc de la capital federal, la duració del mandat del president i en general pel repartiment del poder i la representativitat de l'assemblea consultiva prevista. Bahrain i Qatar volien tenir un vot cadascun, i un també cadascun Abu Dhabi i Dubai, i els altres cinc només tindrien un vot entre tots, i exigien que les decisions del consell es preguessin per unanimitat (Abu Dhabi volia la majoria). Quant a escons Bahrain demanava en proporció a la població (la població de Bahrain era el doble que la dels altres vuit estats) i la resta volia una representació igual per tots els estats. La por d'una hegemonia de Bahrain va fer fracassar finalment la federació.
Altres problemes exteriors eren la reclamació de l'Iran sobre Bahrain, i la de l'Aràbia Saudita sobre part d'Abu Dhabi i especialment sobre l'oasi de Buraimi. El maig de 1970 el conflicte entre Bahrain i l'Iran es va resoldre sobre la base del nomenament d'un representant de l'ONU per garantir els desitjos de la població de les illes, i es va comprovar que la població de Bahrain volia al 99% un estat sobirà separat, i l'Iran va acceptar els fets. Bahrain ara ja no necessitava a la Federació per defensar-se de la reclamació iraniana.
En canvi al mateix temps, l'Aràbia Saudita reforçava la seva reclamació de Buraimi i tota la zona sud i oriental d'Abu Dhabi, mentre Iran manifestava la seva reclamació sobre les illes Abu Musa i Tunb de Sharjah i Ras a-Khaimah. Com que Bahrain ara no es volia barrejar amb conflictes amb Iran i l'emir considerava que Bahrain no quedava representat a la federació segons el seu pes demogràfic, industrial i educatiu, i tampoc volia conflictes amb Aràbia Saudita, a partir del maig-juny del 1970 es va començar a separar del projecte. Iniciat aquest procés, i per rivalitats dinàstiques, Qatar va seguir a Bahrain. Així la federació de nou passaria a vuit i tot seguit a set membres. El juny de 1970 la victòria dels conservadors a la Gran Bretanya no va suposar cap canvi, ja que el partit triomfant va confirmar la política de sortida de la regió el 1971. Bahrain va proclamar la independència el 14 d'agost de 1971 i Qatar l'1 de setembre de 1971.

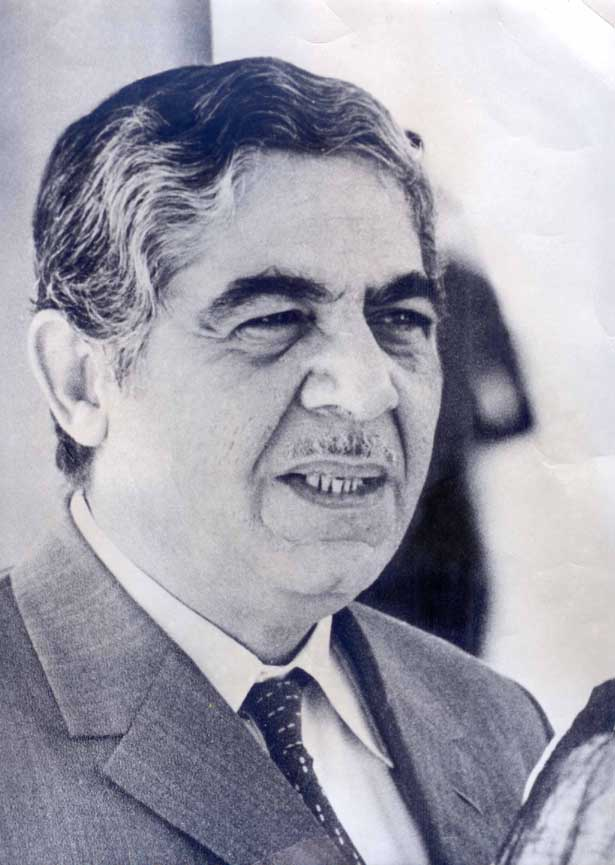
Adi Bitar l'any 1971

Com que Bahrain i Qatar van deixar de participar en les reunions, els altres set estats van seguir negociant. Sis d'aquests set xeicats van acordar una federació sota el nom d'Emirats Àrabs Units que fou proclamada a Dubai el 18 de juliol de 1971. Saqr ben Muhammad al-Qasimi de Ras al-Khaimah va refusar formar part de la federació perquè no tenia el suport dels altres per garantir la sobirania sobre les illes Tunb, i perquè considerava excessiu el poder que l'acord acordava a Dubai i Abu Dhabi. En canvi l'emir Khalid ben Muhammad al-Qasimi de Sharjah es va mostrar més raonable sobre la qüestió d'Abu Musa i va arribar a un acord amb Iran, país que administraria l'illa i pagaria un subsidi anyal, i a més l'explotació del petroli i gas a l'entorn de l'illa seria comú. El 30 de novembre de 1970 l'illa Abu Musa i les Tunb van quedar ocupades per Iran, amb una petita resistència a la Gran Tunb.
El dia 1 de desembre de 1970 es van derogar els tractats entre la Gran Bretanya i els xeics i l'endemà va néixer oficialment la federació. El primer president fou el xeic d'Abu Dhabi Zayed ben Sultan Al Nahayan, amb l'emir de Dubai Rashid ben Saeed Al Maktum com a vicepresident. Segons la constitució redactada pel jurista egipci Wahid Rifaat, el mandat era per cinc anys i podien ser reelegits. Com a capital es va fixar Abu Dhabi de manera provisional i es va decidir que es construiria una nova capital a la frontera entre Dubai i Abu Dhabi.
L'origen del poder suprem executiu i legislatiu és el consell federal suprem format pels set xeics, amb decisions adoptades per majoria però amb dret de veto per Abu Dhabi i Dubai. El president escollit nomena al primer ministre, el viceprimer ministre i els ministres que en conjunt foren el gabinet federal que ha de seguir les indicacions del consell federal suprem. La constitució tal com fou adoptada a la independència té 152 articles, i estableix també la creació d'un consell nacional federal a manera d'assemblea consultiva amb 40 membres, nomenats pels xeics per dos anys, 8 d'Abu Dhabi, 8 de Dubai, 6 de Sharjah, 6 de Ras al-Khaimah, i 4 cadascun dels altres tres; encara que la constitució atorga a aquest consell nacional una iniciativa legislativa de fet es limita a provar el pressupost i preparar la legislació que li presenta el consell de ministres. Conforme a la constitució hi ha un tribunal federal suprem i alguns tribunals federals de primera instància. També existeix un Alt Consell de la Defensa per les qüestions militars que són comunes, el qual està presidit pel president de la federació i el formen el vicepresident, el primer ministre, els ministres de defensa i interior i el comandant en cap de l'exèrcit federal, exèrcit format sobre la base del que foren els Trucial Oman Scouts.
L'ocupació iraniana d'Abu Musa i les Tunb va tenir una repercussió política important quan el 24 de gener de 1972 l'emir de Sharjah, Khalid, fou assassinat pel seu cosí i ex xeic, Saqr ben Sultan al-Qasimi, ostensiblement com a càstig per haver abandonat Abu Musa a l'Iran, i de pas tornar al poder. Com a cop d'estat va fracassar però aquest assassinat va canviar les coses i la federació va acordar que defensaria la reclamació d'Abu Musa i les Tunb, i en aquestes condicions el xeic de Ras al-Khaimah va entrar a la federació el 10 de febrer de 1972.
El gabinet federal des del començament fou alimentat quasi exclusivament per Abu Dhabi, degut als seus importants ingressos petroliers. Dubai en canvi només hi participà simbòlicament i actualment és l'estat més ric però el petroli representa menys del 5% de la seva riquesa.
Abu Dhabi disposa d'una força de defensa pròpia millor equipada que la de la federació. Els Emirats són un dels grans productors mundials de petroli (el tercer del golf Pèrsic després de l'Aràbia Saudita i l'Iraq), tot i que pràcticament tota la producció correspon a l'emirat d'Abu Dhabi. Dubai i Sharjah tenen gairebé exhaurides les seves reserves.

## Geografia

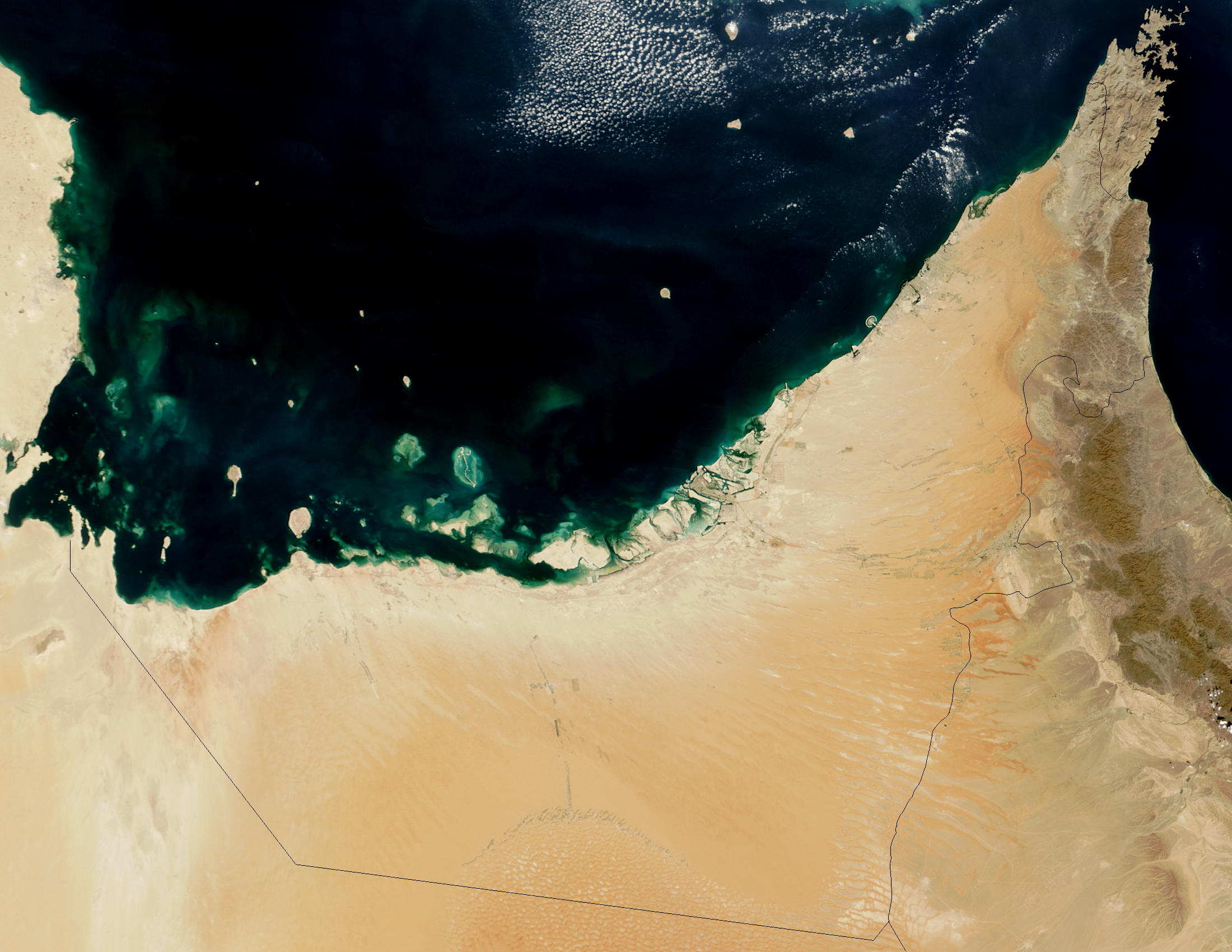
Imatge de satèl·lit presa per la NASA dels Emirats Àrabs Units.

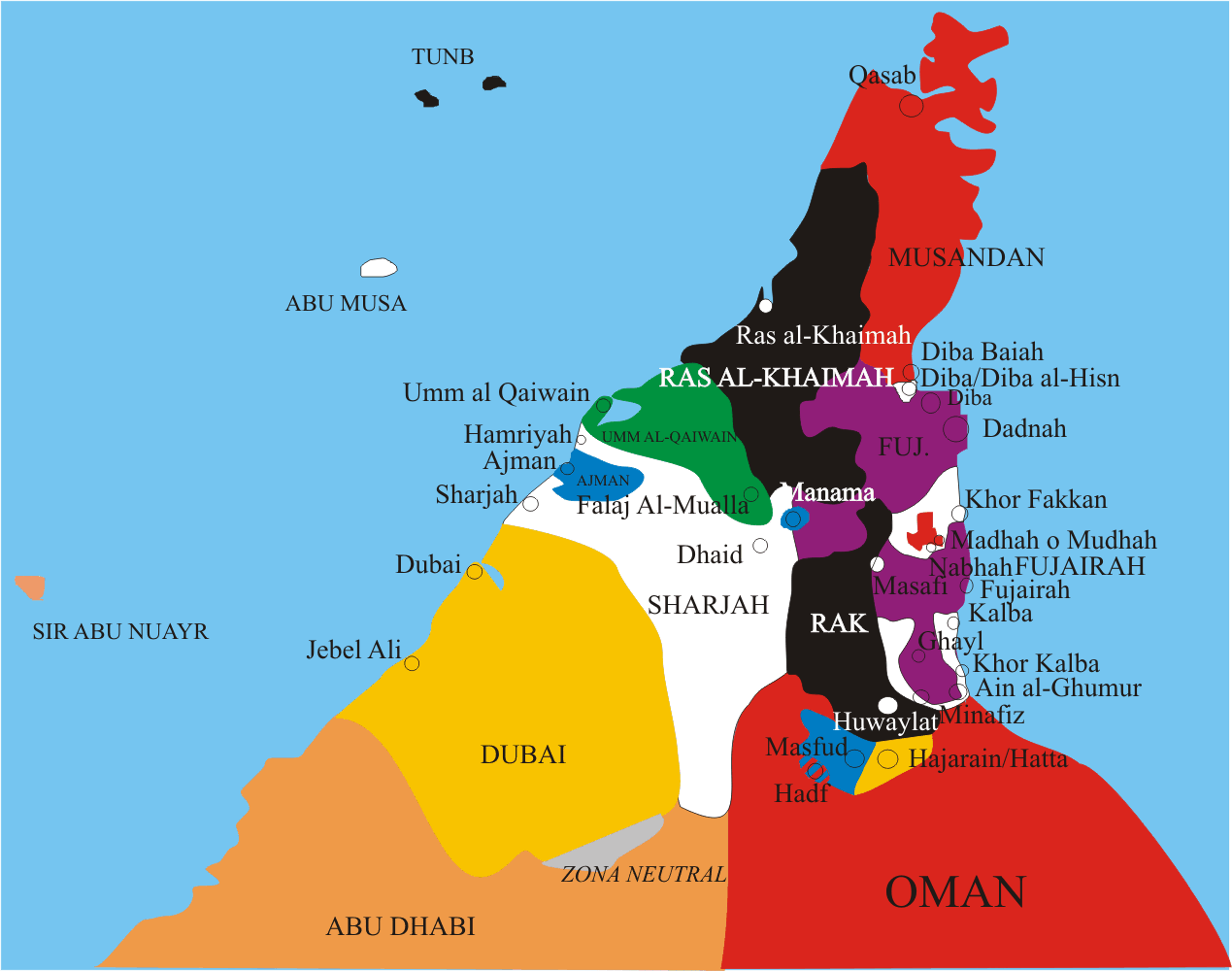
Fronteres internes dels Emirats

Els Emirats són a la Península Aràbiga, vorejant el Golf d'Oman i el Golf Pèrsic, entre Aràbia Saudita i Oman.
El terreny és lleugerament ondulat, solcat per nombrosos uadis, i davalla lentament vers la línia costanera del golf Pèrsic, on, a causa de la poca profunditat de l'aigua, abunden les illes, els baixos de corall i els bancs de sorra. El clima és àrid, amb temperatures molt altes a l'estiu.
És una plana costanera, molt àrida, que s'uneix amb l'interior en un extens territori anomenat Rub al-Khali, de relleu predominantment pla, llevat a l'extrem oriental, on s'aixeca el Jebel al-Akhdar, a més de 1.000 m. La seva estratègica localització rodejant pel sud l'estret d'Ormuz el converteix en un vital pas del trànsit del comerç del cru mundial. Els EAU són considerats com un dels quinze països que conformen el "Bressol de la Humanitat".

## Medi ambient

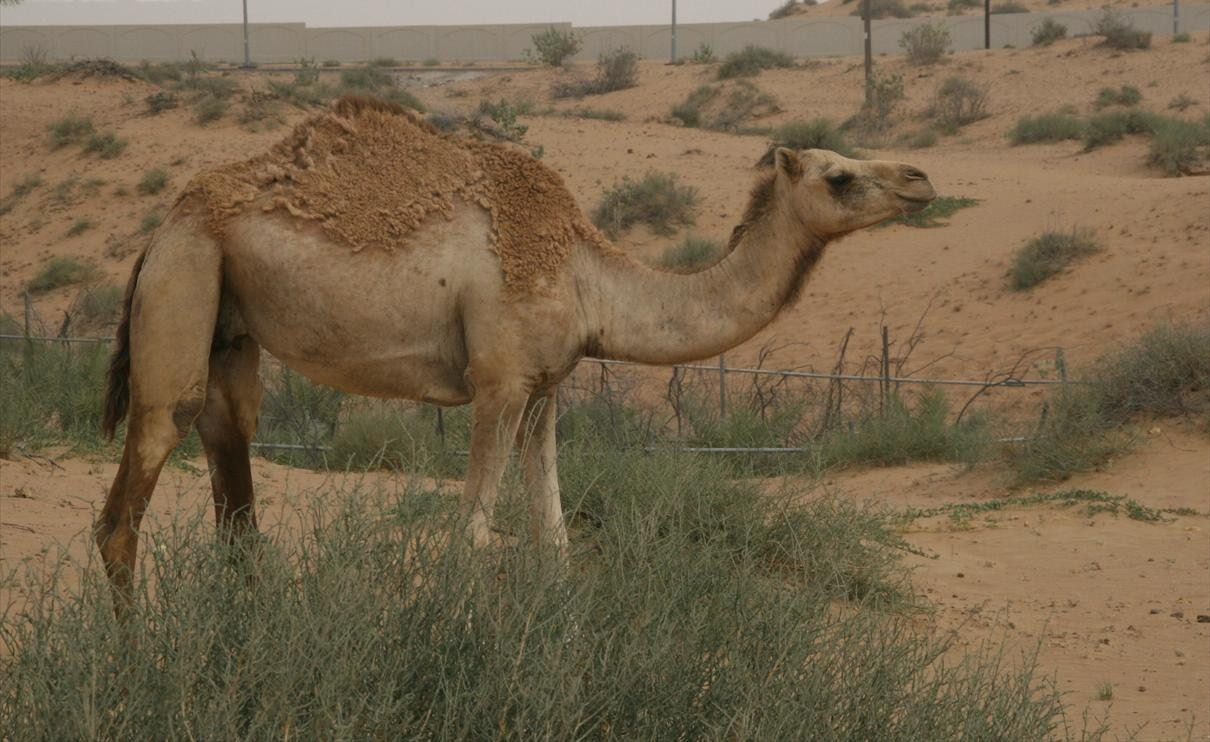
Dromedari (Camelus dromedarius) fotografiat a Dubai.

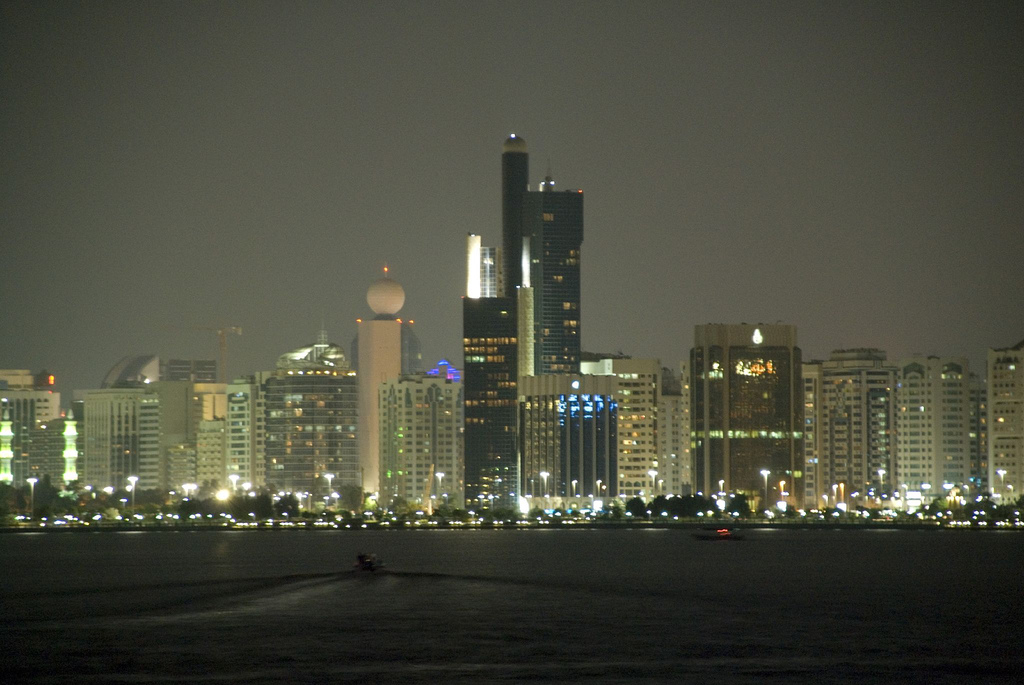
Silueta urbana d'Abu Dhabi

El govern de Dubai ha ratificat acords mediambientals relatius al canvi climàtic, la desertització, les espècies en perill d'extinció, els abocaments perillosos (en especials els marins) i la protecció de la capa d'ozó.

### Flora

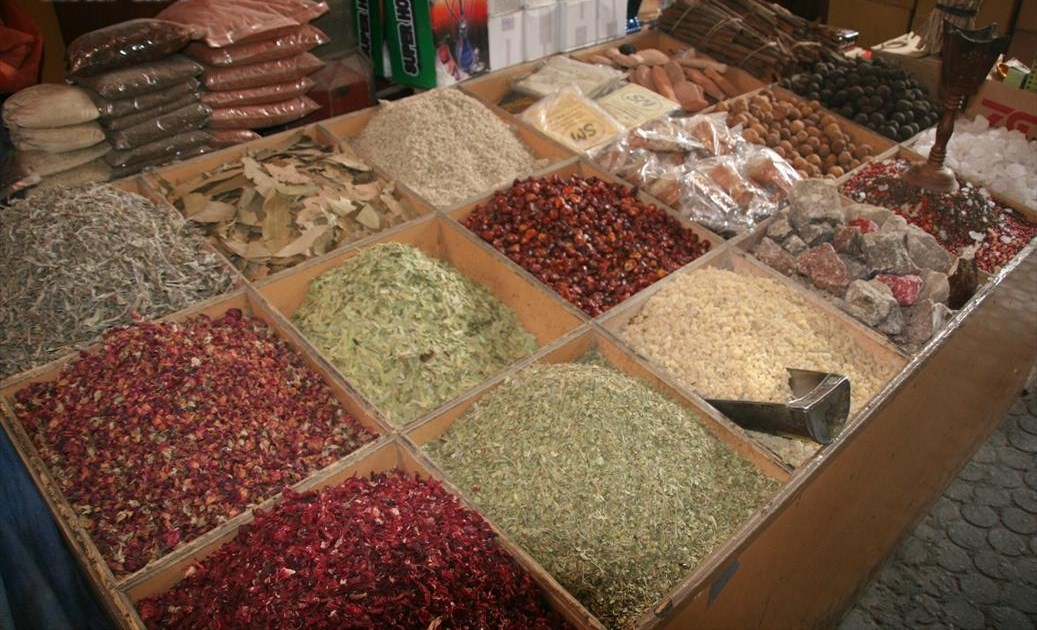
Venda d'espècies a un soc de Deira (Dubai, Emirats Àrabs Units)

El sòl d'aquest país està format gairebé íntegrament per sorra i això comporta que menys de l'1% del terreny és apte per al conreu. L'actual president, el xeic Bin Zayed Al Nahyan, ha promogut un vast projecte de forestació encaminat a reduir l'erosió, a protegir els conreus dels efectes nocius del vent i a embellir les ciutats. D'aquesta manera, i des del 1965, hi han estat plantats més de 70 milions d'acàcies, eucaliptus i palmeres al desert i a les ciutats d'Al-Ayn i Abu Dhabi. El 2005, el 3,7% de la superfície total del país estava arbrada.

### Fauna
L'òrix d'Aràbia (Oryx leucoryx), la gasela d'Aràbia (Gazella gazella) i el dugong (Dugong dugon), així com altres animals salvatges antany caçats fins a gairebé la seua extinció, han estat recuperats gràcies als esforços recents de conservació. Tanmateix, els Emirats Àrabs Units són un dels principals exportadors de pells de rèptils i han estat assenyalats com un centre de comerç il·legal de flora i fauna a nivell internacional.

### Aigua
A tots els Emirats Àrabs Units no hi ha fonts renovables d'aigua dolça i la major part de l'aigua prové de plantes dessalinitzadores. Gairebé tots els habitants del país tenen accés a l'aigua potable i a instal·lacions sanitàries.

### Amenaces mediambientals
A grans trets, i fins a la crisi borsària del 2008, els Emirats Àrabs Units patien un gran deteriorament mediambiental a conseqüència d'un creixement econòmic sense precedents, una expansió de les activitats mineres, un augment massiu de la població i una ràpida expansió de les infraestructures. Aquest país contribueix a incrementar els nivells de pol·lució a la regió del Golf Pèrsic de diverses maneres. Per un costat, i segons dades del 2003, obtenen el 100% de la seva electricitat a partir de centrals tèrmiques accionades per combustibles fòssils que contaminen l'atmosfera. Per un altre, presenta una de les més altes taxes per capita del planeta pel que fa a emissions de diòxid de carboni derivades de processos industrials (42,28 tones mètriques per any el 2003), i a consum de petroli (43,3 barrils per any el 2003). La contaminació causada per les instal·lacions processadores de cru i per les fuites de petroli afecten també les costes.

## Economia

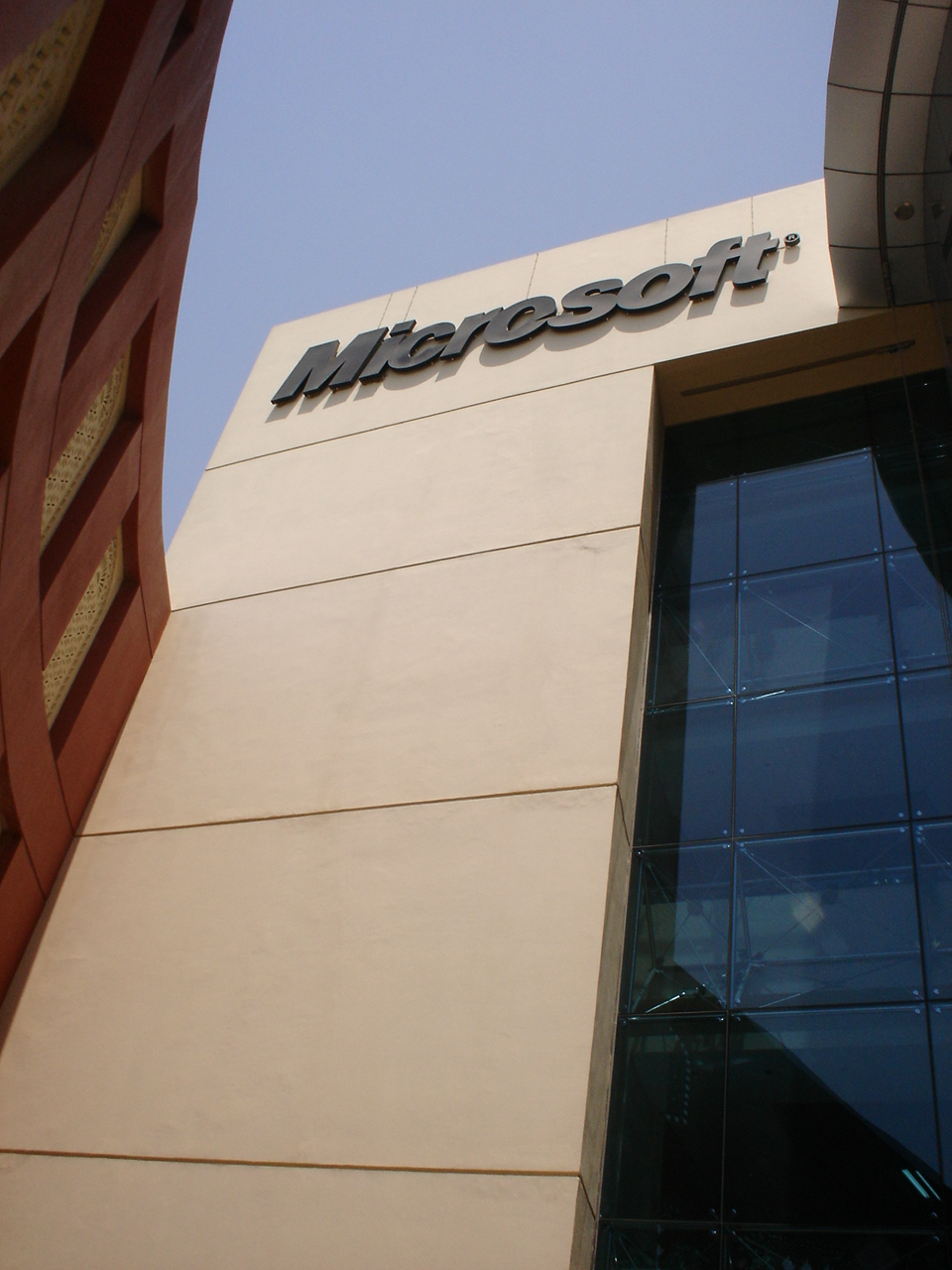
Seu de Microsoft a Dubai

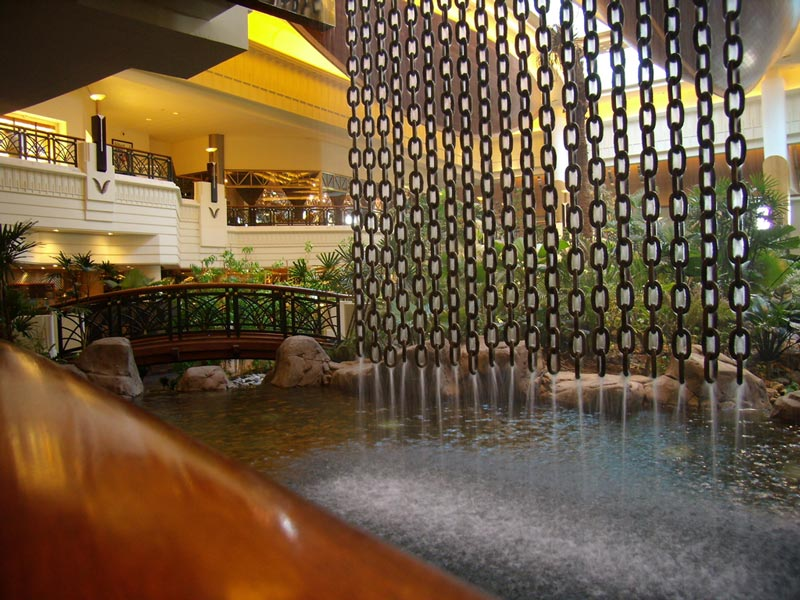
Interior del Hotel Grand Hyatt a Dubai

Les activitats econòmiques tradicionals són la recollida de dàtils, les perles, la cria de camells i la pesca. Tanmateix, i des de l'alça sobtada dels preus internacionals del petroli arran de la Crisi del Petroli de l'any 1973, la indústria petroliera és la major generadora de llocs de treball i la majoria dels emirats van donar concessions per a la recerca de petroli però únicament Abu Dhabi i Dubai han trobat reserves considerables.
La base de l'economia és l'extracció de petroli, que aporta el 33,4% del PIB (1994), bé que només ocupa el 2% de la població activa. Són especialment importants els jaciments submarins: els d'Umm Šaif i Zakum (a Abū Zaby), units per oleoducte a l'illa de Dās, i els de Fata, Abū al-Buhūs i Abū Mūsā (a Al-Šāriqa), etc. Els jaciments dels litorals de Murban i Bu Hasa (a Dubayy) estan units per oleoducte a la terminal de Djebel Zanna. L'altre producte miner és el gas natural, extret dels emirats d'Abū Zạby i Dubayy. Les reserves estimades de petroli de la UEA representen gairebé el 10% mundial. La indústria troba facilitats energètiques i l'electricitat, que assoleix un consum molt elevat, procedeix exclusivament d'hidrocarburs. Les indústries principals són les derivades de les refineries de petroli.
El 2004 els emirats produïen prop de 858 milions de barrils de cru a l'any i la producció anyal de gas natural fou de 44.790 milions de m³. Els ingressos obtinguts amb l'exportació de petroli van finançar la construcció d'una foneria d'alumini a Dubai durant la dècada de 1980. A més, a Ar-Ruways es va construir un complex industrial i diverses instal·lacions per liquar i transportar el gas natural.
Els estats que no tenen petroli reben l'ajut financer d'Abu Dhabi i d'altres països àrabs propers. Els emirats són membres de l'Organització de Països Exportadors de Petroli (OPEP). La unitat monetària és el dírham que va ésser adoptat el 1973 per a substituir el rial de Qatar i el dinar de Bahrain que eren emprats abans (l'any 2006, 3,70 dírhams equivalien a 1 dòlar dels Estats Units).
Els Emirats Àrabs Units van formar part de la coalició internacional creada per un mandat de l'Organització de les Nacions Unides que va vèncer l'Iraq en la Guerra del Golf Pèrsic de l'any 1991. Les seues finances es van veure afectades per aquest suport i pel descens dels preus del petroli la qual comportà una paralització de diversos projectes públics, tot i que les despeses militars no es van veure afectades gràcies a un acord defensiu signat amb França l'any 1995.

### Turisme
El turisme ha estat fortament promogut, sobretot des de mitjans de la dècada de 1990 en què el nombre de visitants va passar del milió l'any 1993. Dubai n'és el principal beneficiari i ja el 1999 va rebre 2,5 milions de turistes. El desembre de 1999 hi va obrir l'hotel Burj al-Arab, un dels més luxosos i més alts de tot el planeta.

## Religió
Els musulmans representen el 96% de la població, mentre que cristians, hinduistes i d'altres conformen el restant 4%. El desenvolupament del fonamentalisme islàmic s'ha manifestat en l'aplicació de xara (llei islàmica) a aspectes que abans eren competència dels tribunals civils.

## Oficials Políticsbritànicsdependents del cap de residents polítics aBahrain
- 1939 - 1940 John Baron Howes
- 1940 - 1941 Roy Douglas Metcalfe
- 1941 - 1942 Cornelius James Pelly
- 1943 - 1944 Maurice Patrick Tandy
- 1944 Reginald Michael Hadow
- 1944 - 1945 Richard Ernest Rowland Bird
- 1945 - 1946 Raymond Clive
- 1946 - 1948 Noel Jackson
- 1948 - 1950 Patrick Desmond Stobart
- 1950 - 1951 Harry Denis Mitchell
- 1951 - 1952 A. John Wilton
- 1952 M.S. Buckmaster
- 1952 - 1953 Michael Weir

## Agents Polítics Britànics dependents del cap de residents polítics aBahrain
- 1953 - 1955 Christopher Pirie-Gordon
- 1955 - 1958 John Peter Tripp
- 1958 - 1961 Donald F. Hawley
- 1961 - 1964 A. James M. Craig
- 1964 - 1966 H. Glencairn Balfour-Paul
- 1966 - 1968 David A. Roberts
- 1968 - 1970 Julian L. Bullard
- 1971 Julian Fortay Walker

## Presidents de la Federació

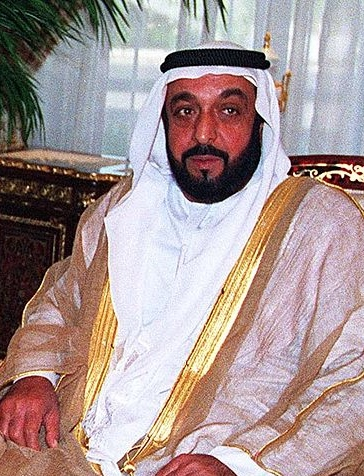
L'actual president dels Emirats Àrabs Units, Bin Zayed Al Nahyan

- Xeic Zayed II bin Sultan Al Nahayan, 2 de desembre de 1971 - 2 de novembre de 2004
- Xeic Maktum bin Rashid Al Maktum, interí 2 i 3 de novembre de 2004
- Xeic Khalifa bin Zayed Al Nahayan, 4 de novembre del 2004

## Primers ministres
- Xeic Maktum III bin Rashid Al Maktum 9 de desembre de 1971 – 25 d'abril de 1979
- Xeic Rashid II bin Saeed Al Maktum 25 d'abril de 1979 - 7 d'octubre de 1990
- Xeic Maktum III bin Rashid Al Maktum (2a vegada) 20 de novembre de 1990 - 4 de gener de 2006
- Xeic Muhammad bin Rashid Al Maktum, 5 de gener del 2005

## Govern federal
Està format per 19 ministeris dels que Dubai controla entre d'altres el de Defensa i Abu Dhabi entre d'altres el de l'Interior. Els ministeris són:
- Ministeri de Defensa
- Ministeri de Finances i Indústria
- Ministeri de l'Interior
- Ministeri d'Afers Presidencials
- Ministeri d'Educació
- Ministeri d'Afers Exteriors
- Ministeri d'Educació Superior i Recerca Científica
- Ministeri d'Obres Públiques
- Ministeri d'Economia
- Ministeri de Justícia
- Ministeri de l'Energia
- Ministeri del Treball
- Ministeri del Sector de Desenvolupament Públic
- Ministeri d'Estat per Afers del Gabinet
- Ministeri d'Afers Socials
- Ministeri d'Estats per Afers del Consell Federal Nacional
- Ministeri de la Salut
- Ministeri de l'Entorn i de l'Aigua
- Ministeri de Cultura, Joventut i Desenvolupament Comunitari